# Cuthbert Butler
Cuthbert Butler OSB, auch Edward Cuthbert Butler (* 6. Mai 1858 in Dublin; † 1. April 1934 in London) war ein englischer Historiker, Benediktiner und Abt im Kloster Downside.

## Leben
Cuthbert Edward Butler trat 1876 in das Benediktinerkloster Downside ein, dessen Schule er besucht hatte. 1884 empfing er die Priesterweihe und war in den folgenden Jahren als Lehrer in Downside tätig. Von 1888 bis 1892 war er Leiter der Schule. 1896 übernahm Cuthbert Butler die Leitung von Benet House, dem von der Abtei Downside neu eingerichteten Studienhaus für Benediktiner an der Universität Cambridge. 1904 kehrte er nach Downside zurück, wo er 1906 zum zweiten Abt des Klosters gewählt wurde. Von 1914 bis 1921 war er Präses der Englischen Benediktinerkongregation. 1922 trat er von seinem Amt als Abt des Klosters Downside zurück und übersiedelte in das von Downside abhängige Priorat Ealing, wo er bis zu seinem Tod blieb.
Als Forscher machte sich Cuthbert Butler einen Namen durch seine Arbeiten zum Mönchtum in der alten Kirche und durch seine Geschichte des Ersten Vatikanischen Konzils. In Anerkennung seiner Leistungen erhielt er bereits 1908 einen Ehrendoktor vom Trinity College Dublin.

## Schriften (Auswahl)
- The Lausiac History of Palladius, 2 Bände. University Press, Cambrige 1898 und 1904.
- Sancti Benedicti Regula monachorum. Ed. critico-practicam adornavit Cuthbertus Butler. Herder, Freiburg im Breisgau 1912. Ab der 2. Auflage unter dem Titel: Sancti Benedicti Regula monasteriorum Herder, Freiburg im Breisgau, 3. Auflage 1935.
- Benedictine Monachism. Studies in Benedictine life and rule. Longmans, Green and Co., London 1919, 2. Auflage 1924; [dt. Benediktinisches Mönchtum. Studien über benediktinisches Leben und die Regel St. Benedikts, mit Johann Nepomuk Hebensperger, St. Ottilien 1929].
- Western Mysticism: The teaching of St. Augustine, Gregory and Bernard on contemplation and the contemplative life. Constable, London 1922, 2. Auflage 1927.
- The Life & Times of Bishop Ullathorne (1806–1889), 2 Bände. Burns, Oates & Waschbourne Ltd. London 1926.
- Religions of authority and the religion of the Spirit. With other essays apologetical and critical. Sheed & Ward, London 1930.
- The Vatican Council. The Story told from inside in Bishop Ullathorne’s letters, two volumes. Longmans, Green and Co., London 1930 [dt. Das Vatikanische Konzil, übersetzt von Hugo Lang. Kösel & Pustet, München 1933].
- Ways of Christian Life: Old Spirituality for Modern Men (1932)